# ذاكرة صريحة

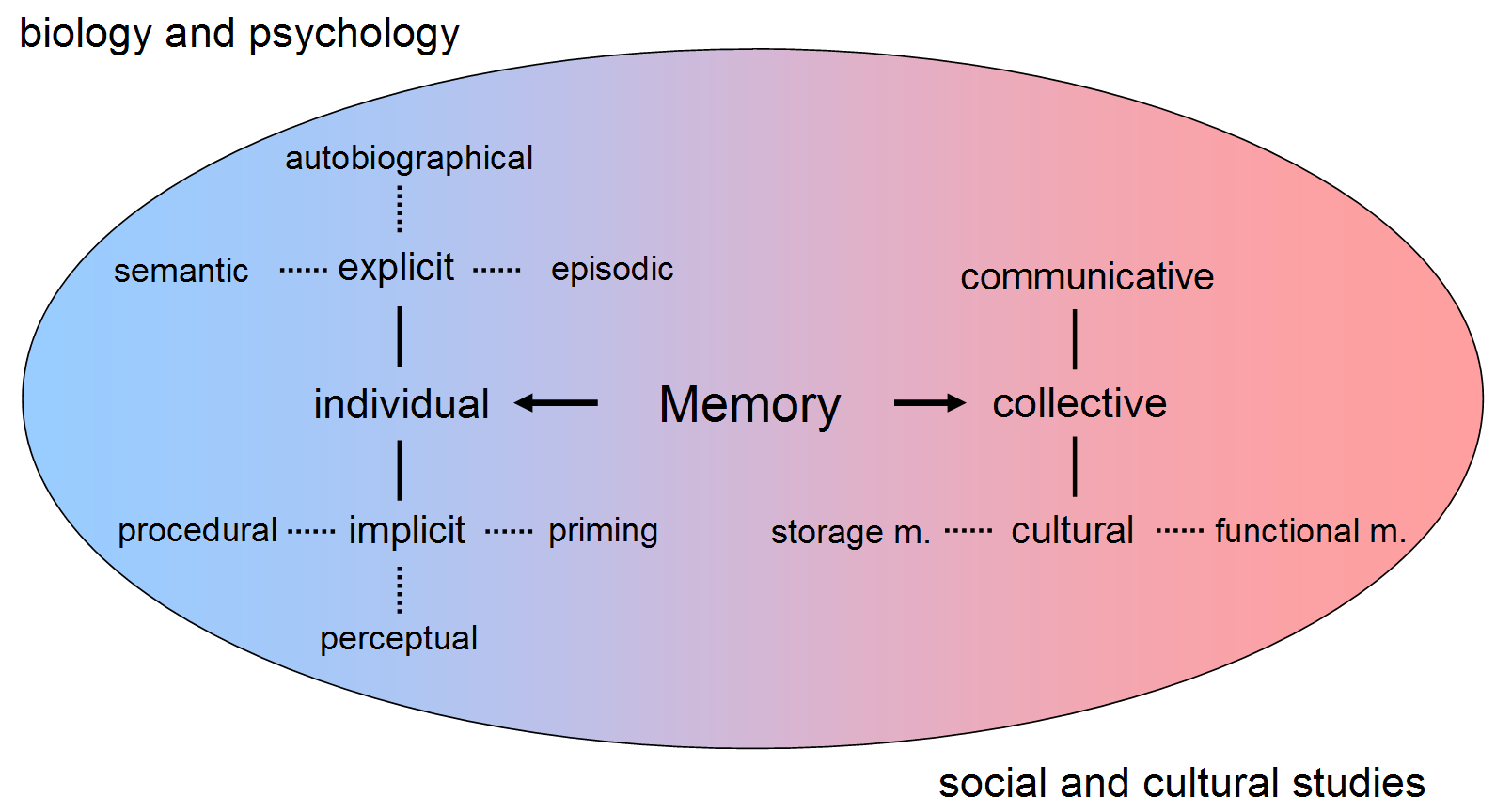

الذاكرة الصريحة، تعد الذاكرة الصريحة أو الذاكرة التوضيحية واحدة من أهم النوعين الرئيسيين من الذاكرة البشرية على المدى الطويل. فهي التذكر الواعي والمتعمد للمعلومات الواقعية والخبرات والمفاهيم السابقة. حيث يمكن تقسيمها إلى قسمين: الذاكرة العرضية وهي التي تخزن تجارب شخصية محددة بينما الذاكرة الدلالية هي التي تخزن المعلومات الواقعية.
يعرف نظير الذاكرة التوضيحية باسم الذاكرة الضمنية أو الذاكرة الإجرائية حيث تشير إلى ذكريات لا واعية مثل المهارات كتعلم ركوب دراجة.
يستخدم الأشخاص ذاكرة صريحة طوال اليوم مثل تذكر وقت موعد ما أو تذكر حدث من الماضي. كما تتضمن الذاكرة الصريحة تذكرا مقصودا عكس الذاكرة الضمنية والتي تعد تذكرا غير مقصود من الذاكرة. فالذاكرة الصريحة مثل تذكر درس قيادة معين في حين الذاكرة الضمنية مثل مهارة تحسن القيادة الناتج عن التدريب.
احيانا يتم التمييز بين الذاكرة الصريحة والذاكرة التعريفية. في مثل هذه الحالات، ترتبط الذاكرة الصريحة بأي نوع من الذاكرة الواعية في حين أن ترتبط الذاكرة التعريفية بأي نوع من الذاكرة التي يمكن وصفها في الكلمات. ولكن إذا افترضنا أن الذاكرة لا يمكن وصفها دون وعي والعكس صحيح فإن المفهومين متطابقان.

## أنواع الذاكرات

### الذاكرة العرضية
تتكون الذاكرة العرضية من تخزين وتذكر المعلومات الرصدية التي تتعلق بأحداث معينة في الحياة، حيث يمكن أن تكون ذكريات حدثت لموضوع معين أو مجرد ذكريات لأحداث وقعت حولهم، كما أن الرحلة العقلية هي إعادة مختلف التفاصيل السياقية والظرفية للتجارب السابقة.
كما تتضمن الذاكرة العرضية بعض الأمثلة مثل ذاكرة دخول فصل معين للمرة الأولى وذاكرة تخزين الأمتعة التي تحملها أثناء الصعود إلى الطائرة التي توجهت إلى وجهة محددة في يوم ووقت محددان، وذاكرة إعلامك بأنه تم طردك من عملك، أو ذكرى إخطار أحد المرؤوسين بإنهاء عملهم. ويمكن التفكير في استرجاع هذه الذكريات العرضية على أنها عمل من إعادة التأهيل العقلي بالتفصيل للأحداث الماضية التي تهمهم. حيث يعتقد أن الذاكرة العرضية هي النظام الذي يوفر الدعم الأساسي للذاكرة الدلالية.

### الذاكرة الدلالية
تعود الذاكرة الدلالية إلى المعرفة العالمية العامة (الحقائق والأفكار والمعنى والمفاهيم) التي يمكن التعبير عنها حيث أنها مستقلة عن التجربة الشخصية. وهذا يشمل المعرفة العالمية ومعرفة الكائن والمعرفة اللغوية والتفكير المفاهيمي. تختلف الذاكرة الدلالية عن الذاكرة العرضية حيث أنها ذاكرتنا من التجارب والأحداث المعينة التي تحدث خلال حياتنا والتي يمكن أن نعيدها في أي لحظة، على سبيل المثال، قد تحتوي الذاكرة الدلالية على معلومات عن ماذا يعني القط في حين أن الذاكرة العرضية قد تحتوي على ذكرى محددة من ملاعبة قط معين. كما يمكننا أن نتعلم عن المفاهيم الجديدة من خلال تطبيق معرفتنا المستفادة من الأشياء الماضية.
وتشمل الأمثلة الأخرى للذاكرة الدلالية أنواع الطعام أو عواصم منطقة جغرافية أو معجم لغة مشتركة مثل مفردات الشخص.

### ذاكرة السيرة الذاتية
هي نظام ذاكرة يتكون من مقاطع من حياة الفرد وذلك بناءً على مزيج من الذاكرة العرضية (تجارب شخصية وأشياء معينة وأشخاص وأحداث تمر في وقت ومكان معينين) والذاكرة الدلالية (معرفة عامة وحقائق حول العالم).

### الذاكرة المكانية
الذاكرة المكانية تعد الذاكرة المكانية جزء من الذاكرة المسؤولة عن تسجيل المعلومات حول بيئة الشخص وتوجهه المكاني. على سبيل المثال، فإن الذاكرة المكانية للشخص مطلوبة للتنقل في أنحاء مدينة يكثر التردد إليها. كما أن الذاكرة المكانية للفئران مطلوبة لمعرفة موقع الغذاء في نهاية المتاهة. وكثيرا ما يقال أنه في كل من البشر والحيوانات تتلخص الذكريات المكانية كخريطة إدراكية. تعمل الذاكرة المكانية في كل من الذاكرة قصيرة المدى، والذاكرة طويلة المدى. وتشير الأبحاث إلى أن هناك مناطق محددة من الدماغ مرتبطة بالذاكرة المكانية. وتستخدم العديد من الطرق لقياس الذاكرة المكانية لدى الأطفال والبالغين والحيوانات.

## التاريخ
تمتد دراسة الذاكرة البشرية إلى أكثر من 2000 سنة مضت. ويمكن العثور على محاولة مبكرة لفهم الذاكرة في أطروحة أرسطو الأساسية، في كتابه عن الروح، الذي يقارن العقل البشري بلائحة فارغة. حيث قال أن جميع البشر يولدون دون معرفة ثم تتكون المعرفة من مجموع خبراتهم. وذلك لم يكن إلا في أواخر عام 1800، ومع ذلك، وضع الفيلسوف الألماني الشاب هيرمان إبينغهاوس أول نهج علمي لدراسة الذاكرة. ولاتزال بعض النتائج التي توصل إليها ذات صلة بما هي عليه اليوم (منحنى التعلم). كما أن أكبر إسهاماته في مجال أبحاث الذاكرة كان يدل على أن الذاكرة يمكن دراستها علميا. وفي عام 1972، اقترح إنديل تولفينغ التمييز بين الذاكرة العرضية والدلالية. وقد اعتمد هذا الاقتراح بسرعة وأصبح الآن مقبولا على نطاق واسع. وبعد ذلك، في عام 1985، اقترح دانيال شاكتر تمييزا أكثر عمومية بين الذاكرة الصريحة (التصريحات) والضمنية (الإجرائية). وفقا للتطورات الأخيرة في تقنية التصوير العصبي؛ فكان هناك العديد من النتائج التي تربط مناطق محددة من الدماغ بالذاكرة التصريحية. وعلى الرغم من هذه التطورات في علم النفس المعرفي، إلا أنه لا يزال هناك الكثير ليكتشف من حيث طرق تنشيط الذاكرة التعريفية. ومعرفة ما إذا كانت الذاكرة التعريفية تعمل بوساطة «نظام ذاكرة» معين أو إذا تم تصنيفها بشكل أكثر دقة على أنها «نوع من المعرفة» لا يزال مبهما، ولم يعرف كيف تطورت الذاكرة التعريفية، ولماذا.

## علم النفس العصبي

### وظيفة الدماغ الطبيعية

#### الحُصين (قرن آمون)
بالرغم من أن العديد من علماء النفس يعتقدون أن الدماغ كاملا يتشارك مع الذاكرة، إلا أن الحصين والهياكل المحيطة بها تبدو الأكثر أهمية في الذاكرة التعريفية على وجه التحديد. تعتمد القدرة على الاحتفاظ بالذكريات العرضية واستدعائها اعتمادا كبيرا على الحصين، في حين أن تشكيل ذكريات صريحة جديدة تعتمد على كل من الحصين والتَّلْفيفُ المُجَأوِرُ للحُصَين. وقد اكتشفت دراسات أخرى أن قشور تلفيف المجاور للحصين كانت ذات صلة بذاكرة الاعتراف العليا.
طور إيتشنباوم وآخرون نموذج المراحل الثلاث للذاكرة في عام (2001)، وأشار أن الحصين يعمل بثلاث وظائف مع الذاكرة العرضية وهي:
1. يتوسط تسجيل الذكريات العرضية.
2. يحدد السمات المشتركة بين هذه الحوادث.
3. يربط هذه الحوادث المشتركة في مساحة الذاكرة.
ولدعم هذا النموذج، تم استخدام نسخة مهمة الاستدلال الانتقالي لبياجيه لإظهار أن الحصين في الواقع يستخدم مثل مساحة الذاكرة.

#### القشرة الجبهية
تُعدّ منطقة الفص الجبهي الأمامي من مخّ الإنسان فعالةً جداً ومتطوّرة، ولهذا يختلف البشر عن الحيوانات في امتلاكهم جبهةً عاليةً تأخذ شكلاً عمودياً، تُخزّن المعلومات فيها، على عكس القردة مثلاً والتي تمتلك جبهةً منحسرةً صغيرةً، وهي مكانٌ للذاكرة قصيرة الأمد.

#### اللوزة الدماغية
هذا القسم فارغ ساهم في إنشائه

#### الهياكل الأخرى المعنية
هذا القسم فارغ ساهم في إنشائه